# Agnès Avognon Adjaho
Pour les articles homonymes, voir Adjaho.
Agnès Avognon Adjaho (née le 21 janvier 1949 à Cotonou) est une femme de lettres, et figure publique béninoise, ambassadrice du Bénin près le Saint-Siège du 10 décembre 2016 au 31 juillet 2020

## Biographie

### Etudes
Agnès Avognon Adjaho est née le 21 janvier 1949 à Cotonou. Elle est titulaire d'une licence en géographie de l’université Paris X-Nanterre et d'une Maitrise d’Ouvrage d’Urbanisme et Habitat au SMUH-Paris.

### Parcours professionnel
De 1977 à 1984 puis de 1996 à 2008, elle a été successivement membre du Conseil Pontifical pour les Laïcs, puis consulteur au Conseil Pontifical de la Culture (Dicastères du Saint-Siège). En 2016, elle devient Ambassadrice Extraordinaire et Plénipotentiaire du Bénin près le Saint siège, après plus de deux décennies de collaboration avec le Saint-Siège.
Agnès Avognon est également une libraire et écrivaine. En mars 2005, elle succède à Philippe Goffe, à la tête de l’Association internationale des libraires francophones (AILF).
Elle est depuis mars 2014, administratrice du Centre Régional Songhaï à Porto-Novo. Elle y assure la fonction de Secrétaire Générale du Bureau du Conseil d’Administration.

## Publications
- Guide pratique du libraire., Association pour la diffusion de la pensée française, 2002 (ISBN 2-914043-65-1 et 978-2-914043-65-6, OCLC 51549197, présentation en ligne)
- Littérature et développement, Adpf, 2005 (ISBN 2-914043-75-9 et 978-2-914043-75-5, OCLC 58738639, présentation en ligne)
- Florent Couao-Zotti et Agnès Avognon Adjaho, La petite fille des eaux, Ndze, 2006 (ISBN 2-911464-12-5 et 978-2-911464-12-6, OCLC 70711640, présentation en ligne)
- Stanislas Y. Kpognon et Agnès Avognon Adjaho, L'ethique ou le chaos ? : sur-vivre ou périr, Editions la Croix du Benin, 2008 (ISBN 978-99919-354-3-0 et 99919-354-3-6, OCLC 781848403, présentation en ligne)

## Distinction
Officier dans l’Ordre des Arts et des Lettres de France en mars 2011